# Silviabadeh
Silviabadeh (em persa: سيلوي اباده, também romanizada como Sīlvīābādeh) é uma aldeia do distrito rural de Surmaq, no condado de Abadeh, na província de Fars, Irã.